# Lantana involucrata
Espèce
Lantana involucrata est une espèce de plantes à fleurs de la famille des Verbenaceae. C'est un arbuste originaire d'Amérique, incluant les Antilles.

## Synonymes
- Lantana odorata L.
- Lantana arubensis Moldenke

## Nom vernaculaires
En Martiniqueː Petit baume ou Baume blanc.

## Description
- Arbrisseau atteignant 1 à 2 mètres de haut au port droit, à rameaux grêles.
- Feuilles ovées, grisâtres, pubescentes, crénelées.
- Fleurs lilas clair, en capitules. Les capitules sont groupés par 3 ou 4, leur pédoncules sont plus longs que les feuilles.

## Habitat
Savanes côtières sèches..

## Répartition
Antilles, Floride, Amérique centrale et Amérique du Sud.